# توپ طلای ۱۹۷۷
توپ طلای ۱۹۷۷ (فرانسوی: 1977 Ballon d'Or‎) ۲۲مین رویداد سالیانهٔ توپ طلا بود که از سوی مجلهٔ فرانس فوتبال به بهترین بازیکن فوتبال در سال ۱۹۷۷ اعطا گردید که در این سال، آلان سیمونسن برندهٔ توپ طلا شد.